# Drosophila punalua
Drosophila punalua är en tvåvingeart som beskrevs av William Alanson Bryan 1934. Drosophila punalua ingår i släktet Drosophila och familjen daggflugor.
Artens utbredningsområde är Hawaii.